# Sebastòpolis del Pont
Sebastòpolis (en grec antic Σεβαστόπολις, en llatí Sebastopolis) era una ciutat del Pont de situació desconeguda, descrita per Claudi Ptolemeu. Tal com aquest autor en parla, hauria estat situada al sud de Temiscura. Segons alguns, correspon a la moderna Sulusaray, un districte de la província de Tokat, a Turquia, però segurament era una altra població.